# Porrogszentpál
Porrogszentpál là một thị trấn thuộc hạt Somogy, Hungary. Thị trấn này có diện tích 3,54 km², dân số năm 2010 là 95 người, mật độ 27 người/km².